# 大島茉莉花
大島 茉莉花（おおしま まりか、1992年7月17日 - ）は、東京都出身の元女子サッカー選手。ポジションはミッドフィールダー、ディフェンダー。

## 来歴
神村学園高等部に所属していた2008年10月、U-17女子ワールドカップに臨むU-17日本代表に選出された。大会ではグループステージ3試合目のパラグアイ戦にフル出場し、1得点を決めた。
その後、早稲田大学に進学し、2015年の卒業後にはスペインのラージョ・バジェカーノに入団した。

## 代表歴
- U-17日本代表
  - 2008 FIFA U-17女子ワールドカップ; ベスト8（1試合1得点）